# Eleições legislativas portuguesas de 1979 no distrito de Lisboa
| Eleições legislativas portuguesas de 1979 Distritos: Aveiro \| Beja \| Braga \| Bragança \| Castelo Branco \| Coimbra \| Évora \| Faro \| Guarda \| Leiria \| Lisboa \| Portalegre \| Porto \| Santarém \| Setúbal \| Viana do Castelo \| Vila Real \| Viseu \| Açores \| Madeira \| Estrangeiro |

## Resultados por Concelho
Os resultados nos concelhos do Distrito de Lisboa foram os seguintes:

### Alenquer
| Partido                 | Partido                   | Votos  | %               | +/-  |
| ----------------------- | ------------------------- | ------ | --------------- | ---- |
|                         | Partido Socialista        | 7 618  | 33,96 / 100,00  | 9,51 |
|                         | Aliança Povo Unido        | 6 749  | 30,08 / 100,00  | 6,23 |
|                         | Aliança Democrática       | 6 264  | 27,92 / 100,00  | 6,36 |
|                         | União Democrática Popular | 345    | 1,54 / 100,00   | 0,29 |
|                         | PCTP/MRPP                 | 262    | 1,17 / 100,00   | 0,57 |
|                         | Outros                    | 570    | 2,54 / 100,00   |      |
| Votos Inválidos         | Votos Inválidos           | 627    | 2,79 / 100,00   | 3,02 |
| Total                   | Total                     | 22 435 | 100,00 / 100,00 |      |
| Eleitorado/Participação | Eleitorado/Participação   | 25 934 | 86,51 / 100,00  | 6,04 |

### Amadora
| Partido                 | Partido                   | Votos   | %               |
| ----------------------- | ------------------------- | ------- | --------------- |
|                         | Aliança Povo Unido        | 31 761  | 33,25 / 100,00  |
|                         | Aliança Democrática       | 30 351  | 31,77 / 100,00  |
|                         | Partido Socialista        | 25 177  | 26,36 / 100,00  |
|                         | União Democrática Popular | 3 396   | 3,56 / 100,00   |
|                         | Outros                    | 3 089   | 3,23 / 100,00   |
| Votos Inválidos         | Votos Inválidos           | 1 745   | 1,82 / 100,00   |
| Total                   | Total                     | 95 519  | 100,00 / 100,00 |
| Eleitorado/Participação | Eleitorado/Participação   | 108 800 | 87,79 / 100,00  |

### Arruda dos Vinhos
| Partido                 | Partido                   | Votos | %               | +/-   |
| ----------------------- | ------------------------- | ----- | --------------- | ----- |
|                         | Partido Socialista        | 1 968 | 37,39 / 100,00  | 8,24  |
|                         | Aliança Democrática       | 1 602 | 30,43 / 100,00  | 10,63 |
|                         | Aliança Povo Unido        | 1 292 | 24,54 / 100,00  | 2,98  |
|                         | União Democrática Popular | 67    | 1,27 / 100,00   | 0,17  |
|                         | Outros                    | 191   | 3,63 / 100,00   |       |
| Votos Inválidos         | Votos Inválidos           | 144   | 2,74 / 100,00   | 4,34  |
| Total                   | Total                     | 5 264 | 100,00 / 100,00 |       |
| Eleitorado/Participação | Eleitorado/Participação   | 6 518 | 80,76 / 100,00  | 1,19  |

### Azambuja
| Partido                 | Partido                           | Votos  | %               | +/-   |
| ----------------------- | --------------------------------- | ------ | --------------- | ----- |
|                         | Partido Socialista                | 3 864  | 31,20 / 100,00  | 12,87 |
|                         | Aliança Povo Unido                | 3 508  | 28,33 / 100,00  | 6,61  |
|                         | Aliança Democrática               | 3 068  | 24,78 / 100,00  | 7,54  |
|                         | União Democrática Popular         | 640    | 5,17 / 100,00   | 2,31  |
|                         | UEDS                              | 322    | 2,60 / 100,00   | Novo  |
|                         | PCTP/MRPP                         | 208    | 1,68 / 100,00   | 0,28  |
|                         | Partido Socialista Revolucionário | 138    | 1,11 / 100,00   | 0,40  |
|                         | Outros                            | 193    | 1,56 / 100,00   |       |
| Votos Inválidos         | Votos Inválidos                   | 442    | 3,57 / 100,00   | 4,51  |
| Total                   | Total                             | 12 383 | 100,00 / 100,00 |       |
| Eleitorado/Participação | Eleitorado/Participação           | 14 562 | 85,04 / 100,00  | 1,52  |

### Cadaval
| Partido                 | Partido                      | Votos  | %               | +/-  |
| ----------------------- | ---------------------------- | ------ | --------------- | ---- |
|                         | Aliança Democrática          | 4 604  | 48,96 / 100,00  | 6,46 |
|                         | Partido Socialista           | 3 124  | 33,22 / 100,00  | 6,78 |
|                         | Aliança Povo Unido           | 851    | 9,05 / 100,00   | 4,11 |
|                         | Partido da Democracia Cristã | 125    | 1,33 / 100,00   | 0,73 |
|                         | União Democrática Popular    | 103    | 1,10 / 100,00   | 0,17 |
|                         | PCTP/MRPP                    | 94     | 1,00 / 100,00   | 0,54 |
|                         | Outros                       | 166    | 1,77 / 100,00   |      |
| Votos Inválidos         | Votos Inválidos              | 336    | 3,57 / 100,00   | 3,08 |
| Total                   | Total                        | 9 403  | 100,00 / 100,00 |      |
| Eleitorado/Participação | Eleitorado/Participação      | 10 909 | 86,19 / 100,00  | 4,94 |

### Cascais
| Partido                 | Partido                      | Votos  | %               | +/-   |
| ----------------------- | ---------------------------- | ------ | --------------- | ----- |
|                         | Aliança Democrática          | 42 134 | 48,24 / 100,00  | 11,09 |
|                         | Aliança Povo Unido           | 19 491 | 22,32 / 100,00  | 3,37  |
|                         | Partido Socialista           | 18 778 | 21,50 / 100,00  | 13,06 |
|                         | União Democrática Popular    | 2 155  | 2,47 / 100,00   | 0,11  |
|                         | Partido da Democracia Cristã | 933    | 1,07 / 100,00   | 0,72  |
|                         | Outros                       | 2 148  | 2,46 / 100,00   |       |
| Votos Inválidos         | Votos Inválidos              | 1 702  | 1,95 / 100,00   | 1,17  |
| Total                   | Total                        | 87 341 | 100,00 / 100,00 |       |
| Eleitorado/Participação | Eleitorado/Participação      | 98 951 | 88,27 / 100,00  | 4,95  |

### Lisboa
| Partido                 | Partido                   | Votos   | %               | +/-   |
| ----------------------- | ------------------------- | ------- | --------------- | ----- |
|                         | Aliança Democrática       | 251 241 | 44,14 / 100,00  | 7,94  |
|                         | Partido Socialista        | 139 358 | 24,48 / 100,00  | 12,44 |
|                         | Aliança Povo Unido        | 133 906 | 23,53 / 100,00  | 4,34  |
|                         | União Democrática Popular | 15 344  | 2,70 / 100,00   | 0,11  |
|                         | Outros                    | 18 779  | 3,30 / 100,00   |       |
| Votos Inválidos         | Votos Inválidos           | 10 539  | 1,85 / 100,00   | 1,26  |
| Total                   | Total                     | 569 167 | 100,00 / 100,00 |       |
| Eleitorado/Participação | Eleitorado/Participação   | 649 435 | 87,64 / 100,00  | 4,84  |

### Loures
| Partido                 | Partido                   | Votos   | %               | +/-   |
| ----------------------- | ------------------------- | ------- | --------------- | ----- |
|                         | Aliança Povo Unido        | 52 754  | 32,99 / 100,00  | 3,75  |
|                         | Aliança Democrática       | 49 348  | 30,86 / 100,00  | 11,55 |
|                         | Partido Socialista        | 44 696  | 27,95 / 100,00  | 13,54 |
|                         | União Democrática Popular | 4 399   | 2,75 / 100,00   | 0,37  |
|                         | PCTP/MRPP                 | 1 615   | 1,01 / 100,00   | 0,50  |
|                         | Outros                    | 3 660   | 2,28 / 100,00   |       |
| Votos Inválidos         | Votos Inválidos           | 3 451   | 2,16 / 100,00   | 1,05  |
| Total                   | Total                     | 159 923 | 100,00 / 100,00 |       |
| Eleitorado/Participação | Eleitorado/Participação   | 180 444 | 88,63 / 100,00  | 4,06  |

### Lourinhã
| Partido                 | Partido                      | Votos  | %               | +/-  |
| ----------------------- | ---------------------------- | ------ | --------------- | ---- |
|                         | Aliança Democrática          | 7 846  | 59,59 / 100,00  | 5,06 |
|                         | Partido Socialista           | 3 712  | 28,19 / 100,00  | 1,85 |
|                         | Aliança Povo Unido           | 635    | 4,82 / 100,00   | 2,40 |
|                         | Partido da Democracia Cristã | 193    | 1,47 / 100,00   | 0,71 |
|                         | Outros                       | 407    | 3,10 / 100,00   |      |
| Votos Inválidos         | Votos Inválidos              | 373    | 2,83 / 100,00   | 5,64 |
| Total                   | Total                        | 13 166 | 100,00 / 100,00 |      |
| Eleitorado/Participação | Eleitorado/Participação      | 14 918 | 88,26 / 100,00  | 6,16 |

### Mafra
| Partido                 | Partido                      | Votos  | %               | +/-   |
| ----------------------- | ---------------------------- | ------ | --------------- | ----- |
|                         | Aliança Democrática          | 11 531 | 43,60 / 100,00  | 10,24 |
|                         | Partido Socialista           | 7 880  | 29,80 / 100,00  | 12,41 |
|                         | Aliança Povo Unido           | 3 972  | 15,02 / 100,00  | 5,19  |
|                         | União Democrática Popular    | 560    | 2,12 / 100,00   | 0,57  |
|                         | Partido da Democracia Cristã | 429    | 1,62 / 100,00   | 0,99  |
|                         | PCTP/MRPP                    | 328    | 1,24 / 100,00   | 0,85  |
|                         | Outros                       | 647    | 2,44 / 100,00   |       |
| Votos Inválidos         | Votos Inválidos              | 1 100  | 4,16 / 100,00   | 4,24  |
| Total                   | Total                        | 26 447 | 100,00 / 100,00 |       |
| Eleitorado/Participação | Eleitorado/Participação      | 31 570 | 83,77 / 100,00  | 5,51  |

### Oeiras
| Partido                 | Partido                   | Votos  | %               | +/-   |
| ----------------------- | ------------------------- | ------ | --------------- | ----- |
|                         | Aliança Democrática       | 38 191 | 43,91 / 100,00  | 18,50 |
|                         | Aliança Povo Unido        | 22 593 | 25,97 / 100,00  | 0,63  |
|                         | Partido Socialista        | 20 836 | 23,95 / 100,00  | 14,93 |
|                         | União Democrática Popular | 2 036  | 2,34 / 100,00   | 0,75  |
|                         | Outros                    | 2 169  | 2,49 / 100,00   |       |
| Votos Inválidos         | Votos Inválidos           | 1 156  | 1,33 / 100,00   | 1,12  |
| Total                   | Total                     | 86 981 | 100,00 / 100,00 |       |
| Eleitorado/Participação | Eleitorado/Participação   | 99 399 | 87,51 / 100,00  | 4,02  |

### Sintra
| Partido                 | Partido                   | Votos   | %               | +/-   |
| ----------------------- | ------------------------- | ------- | --------------- | ----- |
|                         | Aliança Democrática       | 47 992  | 37,24 / 100,00  | 12,80 |
|                         | Aliança Povo Unido        | 34 605  | 26,85 / 100,00  | 3,40  |
|                         | Partido Socialista        | 34 092  | 26,45 / 100,00  | 14,57 |
|                         | União Democrática Popular | 4 584   | 3,56 / 100,00   | 0,36  |
|                         | Outros                    | 4 700   | 3,64 / 100,00   |       |
| Votos Inválidos         | Votos Inválidos           | 2 910   | 2,26 / 100,00   | 1,60  |
| Total                   | Total                     | 128 883 | 100,00 / 100,00 |       |
| Eleitorado/Participação | Eleitorado/Participação   | 147 338 | 87,47 / 100,00  | 2,32  |

### Sobral de Monte Agraço
| Partido                 | Partido                           | Votos | %               | +/-   |
| ----------------------- | --------------------------------- | ----- | --------------- | ----- |
|                         | Aliança Povo Unido                | 1 814 | 36,86 / 100,00  | 7,81  |
|                         | Partido Socialista                | 1 377 | 27,98 / 100,00  | 12,70 |
|                         | Aliança Democrática               | 1 259 | 25,58 / 100,00  | 7,98  |
|                         | União Democrática Popular         | 66    | 1,34 / 100,00   | 0,09  |
|                         | Partido Socialista Revolucionário | 63    | 1,28 / 100,00   | 0,62  |
|                         | PCTP/MRPP                         | 53    | 1,08 / 100,00   | 0,25  |
|                         | Outros                            | 89    | 1,82 / 100,00   |       |
| Votos Inválidos         | Votos Inválidos                   | 200   | 4,07 / 100,00   | 3,59  |
| Total                   | Total                             | 4 921 | 100,00 / 100,00 |       |
| Eleitorado/Participação | Eleitorado/Participação           | 5 887 | 83,59 / 100,00  | 3,75  |

### Torres Vedras
| Partido                 | Partido                      | Votos  | %               | +/-  |
| ----------------------- | ---------------------------- | ------ | --------------- | ---- |
|                         | Aliança Democrática          | 14 677 | 39,65 / 100,00  | 1,30 |
|                         | Partido Socialista           | 10 969 | 29,63 / 100,00  | 8,03 |
|                         | Aliança Povo Unido           | 7 798  | 21,07 / 100,00  | 7,31 |
|                         | União Democrática Popular    | 621    | 1,68 / 100,00   | 0,32 |
|                         | Partido da Democracia Cristã | 492    | 1,33 / 100,00   | 0,79 |
|                         | PCTP/MRPP                    | 422    | 1,14 / 100,00   | 0,78 |
|                         | Outros                       | 819    | 2,22 / 100,00   |      |
| Votos Inválidos         | Votos Inválidos              | 1 217  | 3,29 / 100,00   | 1,50 |
| Total                   | Total                        | 37 015 | 100,00 / 100,00 |      |
| Eleitorado/Participação | Eleitorado/Participação      | 42 743 | 86,60 / 100,00  | 4,41 |

### Vila Franca de Xira
| Partido                 | Partido                   | Votos  | %               | +/-   |
| ----------------------- | ------------------------- | ------ | --------------- | ----- |
|                         | Aliança Povo Unido        | 19 725 | 39,77 / 100,00  | 1,71  |
|                         | Partido Socialista        | 14 623 | 29,48 / 100,00  | 9,76  |
|                         | Aliança Democrática       | 11 331 | 22,84 / 100,00  | 10,28 |
|                         | União Democrática Popular | 1 411  | 2,84 / 100,00   | 0,94  |
|                         | PCTP/MRPP                 | 570    | 1,15 / 100,00   | 0,98  |
|                         | Outros                    | 1 012  | 2,04 / 100,00   |       |
| Votos Inválidos         | Votos Inválidos           | 929    | 1,87 / 100,00   | 1,30  |
| Total                   | Total                     | 49 601 | 100,00 / 100,00 |       |
| Eleitorado/Participação | Eleitorado/Participação   | 55 886 | 88,75 / 100,00  | 2,56  |